# Rana čehavka
Rana čehavka ili rana livadarka (lat. Agrocybe praecox) je jestiva gljiva iz porodice strnišnica (Strophariaceae), iz reda listićarki (Agaricales). Rana čehavka vrsta je jestivih gljiva sa smeđim sporama koja se pojavljuje početkom godine u šumama, vrtovima i poljima. Nalazi se u Europi, Sjevernoj Africi i Sjevernoj Americi.

## Opis
- Klobuk rane čehavke je širok od 3 do 7 centimetara, u mladosti konveksan, zatim otvoren i često tupo ispupčen, prljavobjelkast ili žućkasto lješnjakove boje, za vlažna vremena smeđastooker; sredina je uvijek tamnija, gladak, sjajan, po suhom vremenu smežuran, pod starost često ispuca.
- Listići su gusti, tanki, zaokruženi do stručka ili zupčasto prirasli, najprije blijedi, kasnije sivosmeđi, na kraju uljnatosmeđi.
- Stručak je visok do 10 centimetara, oko 1 cm debeo, blijed, najčešće tanak, vitak, valjkast, neravan, na osnovi deblji, najprije pun, zatim šupalj; nosi blijed i slabašan vjenčić.
- Meso je u sredini klobuka prilično debelo, mekano, bijelo, okus najprije ugodan, zatim gorkast; miris vrlo ugodan, ali nije tipičan po brašnu kao što pišu pojedini autori.
- Spore su eliptično jajolike, glatke, 9 – 12 x 5 – 6 μm, otrusina je sivosmeđaste boje.

## Kemijske reakcije
Meso u dodiru s fenolanilinom postaje za nekoliko minuta ljubičastocrveno, dok s gvajakolovom tinkturom postaje plavo. 

## Stanište
Rana čehavka raste u proljeće i ljeti uz putove, po vrtovima i parkovima te uz rubove šuma; nije rijedak slučaj da se rana čehavka pronađe i u kasno ljeto ili čak u jesen. 

## Upotrebljivost
Rana čehavka je jestiva.

## Sličnosti
Ranu čehavku možemo zamijeniti s nevaljalom vrstom Agrocybe paludosa (Lge.) Kühn ex Romagn. koja ima mnogo tanji i duži stručak i manje je mesnata. Iznad svega najznačajnija je činjenica što spomenuta vrsta uvijek raste na močvarnim tlima, gdje se rana čehavka ne može pronaći. 

## Slike
|  |  |  |  |  |
|  |  |  |  |  |

## Vanjske poveznice
|  | Zajednički poslužitelj ima stranicu o temi Agrocybe praecox    |
|  | Zajednički poslužitelj ima još gradiva o temi Agrocybe praecox |
|  | Wikivrste imaju podatke o taksonu Agrocybe praecox             |